# 惟彦親王
惟彦親王（これひこしんのう）は、文徳天皇の第三皇子。官位は四品・中務卿。

## 経歴
清和朝の貞観9年（867年）四品に叙せられ、貞観10年（868年）常陸太守に任ぜられる。その後、貞観15年（873年）弾正尹、貞観18年（876年）中務卿を歴任し、上総太守や常陸太守を兼ねた。
陽成朝でも引き続き中務卿を務める一方、上野太守や大宰帥も兼帯している。元慶7年（883年）1月29日薨去。享年34。最終官位は四品中務卿兼大宰帥。

## 官歴
『日本三代実録』による。
- 貞観9年（867年） 正月7日：四品
- 貞観10年（868年） 正月16日：常陸太守
- 貞観15年（873年） 正月13日：弾正尹
- 貞観17年（875年） 2月27日：兼上総太守
- 貞観18年（876年） 2月15日：兼常陸太守。12月26日：中務卿、常陸太守如故
- 元慶5年（881年） 正月15日：兼上野太守
- 時期不詳：大宰帥
- 元慶7年（883年） 正月29日：薨去（四品中務卿兼大宰帥）

## 系譜
『本朝皇胤紹運録』による。
- 父：文徳天皇
- 母：滋野奥子（滋野貞主の娘）
- 生母不詳の子女
  - 男子：惟世王 - 子孫は文徳平氏
  - 女子：直子女王（?-892）[1]